# Girafoïdeus
Els girafoïdeus (Giraffoidea) són una superfamília de mamífers artiodàctils del subordre dels remugants. Aparegueren durant el Miocè inferior a l'Àfrica oriental. Els giràfids (ocapis i girafes) en són els únics representants vivents. El seu tàxon germà són un grup extint, els paleomericoïdeus, mentre que els seus parents vivents més propers són els cervoïdeus (cèrvids i afins), dels quals divergiren fa aproximadament 23,4 milions d'anys. Avui en dia, una de les diferències més notables entre els girafoïdeus i els cervoïdeus són les majors dimensions dels primers.